# Yubari King

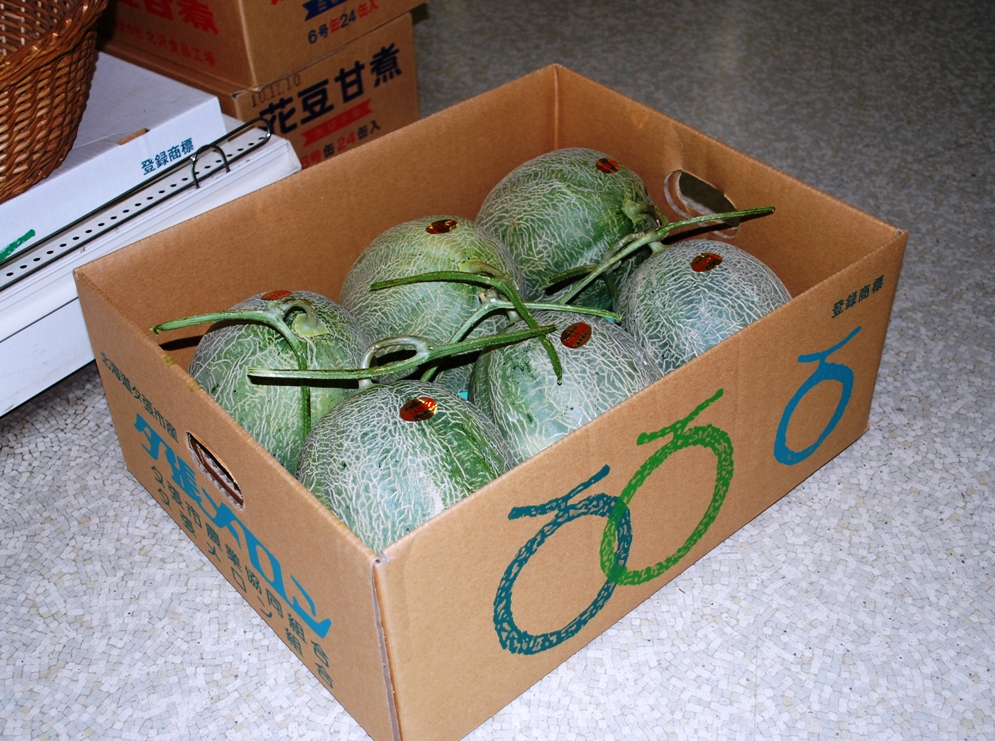
Trois paires de melons Yubari dans leur carton d'emballage.

Le Yubari King (夕張メロン, Yūbari Meron, melon Yūbari) est une variété de melon cantaloup cultivée sous serre à Yūbari, une petite ville près de Sapporo, sur l'île de Hokkaido, au Japon.
Le melon est devenu le produit local phare de la ville à la suite de la campagne de promotion « Un village un produit » initiée en 1980 et sa culture a permis d'y maintenir une activité économique alors que la région avait été durement touchée par la crise du charbon de la décennie précédente.
Le Yubari King est un croisement de deux variétés de melon : le Earl's Favourite et le Burpee's Spicy Cantaloupe. Un Yubari King de qualité supérieure doit être parfaitement sphérique et avoir la peau bien lisse. Une partie de la tige est systématiquement conservée lors de la récolte à des fins esthétiques.
Lors de la première enchère de la saison, une vente record a généralement lieu. En 2008, deux melons Yubari ont été adjugés pour 2,5 millions de yens, soit plus de 18 000 euros, en 2018, 3,2 millions de yens (25 000 euros), en 2019, 5 millions de yens (43 000 euros) et en 2021 2,7 millions de yens (20 000 euros).
Il n'est pas rare que ce fruit soit offert en cadeau à un supérieur hiérarchique durant le Chūgen.
En décembre 2015, le gouvernement japonais annonce que le melon de Yūbari comme le bœuf de Kobe serait désormais protégé par un label, équivalent de l'Indication géographique protégée (IGP) utilisée en Europe.